# Ördögh László
Ördögh László (Miskolc, 1923. március 12. – Szombathely, 2007. június 5.) magyar festőművész, többszörös országos, Európa- és világbajnok repülőmodellező.

## Életrajzi adatok
Ördögh Kálmán és Gadus Erzsébet gyermekeként született. Édesapja a MÀV-nál dolgozott. Édesanyja a gyerekek nevelése mellett kézimunkákat is készített. Az iskolában is látszott, hogy Ördögh László örökölte édesanyja kézügyességét és szépség iránti érzékét. A kiemelkedő kézügyességű diák például hasznos segítője volt a térképek rajzolásánál tanárának.

## Budapesti évek
Festészeti tanulmányait 1942-ben kezdte meg Budapesten a Képzőművészeti Főiskolán Burghardt Rezső professzor tanítványaként. Itt találkozott a hasonló szellemiségű Nagy Gyula festőművésszel, akivel hasonló utat járt, együtt ívelt pályájuk Nagy Gyula korai haláláig. Tanulmányainak a második világháború miatti megszakítása, majd újrakezdése után, végül 1949-ben kapott diplomát. Ezt követően olaszországi tanulmányútra indult. Firenzében látogatta az akadémiát, ahol önarcképével díjat nyert. Visszatérése után három évig Dénes Jenő restaurátor professzor tanársegédjeként működött a Képzőművészeti Főiskolán.
1950-ben feleségül vette Janz Máriát, aki jómódú földbirtokos családban született Apatinban, Szerbia Vajdaság Autonóm Tartományban. A Josip Broz Tito hatalomra jutását követő repressziós intézkedések során a család vagyonát 1945-ben elkobozták. A nagyszülőket elhurcolták és meggyilkolták. A család többi tagja menekülni kényszerült. Maria Janz Budapestre került, ahol az Iparművészeti Főiskola belsőépítész szakos hallgatója lett. A fiatal házaspárnak egyetlen fiú gyermeke született 1951-ben, ifj. Ördögh László, aki később szintén művészeti pályára lépett.
A háború utáni években Ördögh László és felesége a Nagymarosi Művésztelep körül kialakult művész közösséghez tartozott. A Szinyei Merse Pál Társasághoz állandó kapcsolat fűzte annak fennállásáig. Képeit vásárolta a Fővárosi Képtár és a festőművész megrendeléseket kapott a Művelődésügyi Minisztériumtól annak ellenére, hogy soha nem volt hajlandó a diktatórikus rendszer kiszolgálója lenni, és időről-időre politikai megfigyelés alatt állt. Nemzetközi elismerésben olyan korban részesült, amikor korlátozott mozgási szabadsága volt a magyar művészeknek. Műveit kiállították Kanadában, az Amerikai Egyesült Államokban, Franciaországban, Svédországban, Németországban. Az utazásokat részben a repülőmodellező sportkarrier tette lehetővé.

## Repülőmodellező pályafutás
Az 1950-es években a magyar modellező csapat komoly nemzetközi eredményeket ért el, ami kiváltságos helyzetet jelentett a csapat tagjai számára. Ördögh László 1956-ban tagja volt a Cranfield-ben világbajnokságot nyert magyar csapatnak. Itt egyéni ötödik helyezést ért el. Ugyanebben az évben a körrepülő-műrepülő csapat tagjaként is világbajnokságot szerzett Brüsszelben. ÖME és ÖMÜ jelzésű modelljeit a pontos, szinte művészi kidolgozás jellemezte. [Cavalloni Hiradó]
A magyar csapat különböző kategóriákban elért eredményeinek listája a csapattagok nevével a következő:
1958 Világbajnoki aranyérem:
| Azor László, Benedek György, Krizsma Gyula (gumimotoros modellek, csapat)    |
| Frigyes Ernő (mechanikus modellek, F 1 C)                                    |
| Frigyes Ernő, Meczner András, Ördögh László (mechanikus modellek, csapat)    |
| Bene Péter, dr. Egervári Géza, Ördögh László (műrepülő-modellek, csapat)     |
| Tóth Imre (2,5 km-es sebességi modellek, F2A)                                |
| Beck Rezső, Krizsma Gyula, Tóth Imre (2,5 cm3-cs sebességi modellek, csapat) |

1959 Európa-bajnoki aranyérem:
| Azor László, Beck Rezső, dr. Egervári Géza, Ördögh László, Simon Gyula, Tóth Imre (F2C, F2A, F2B, csapat) |

1959 Európa-bajnoki bronzérmesek
| dr. Egervári Géza, Ördögh László (műrepülő-modellek, csapat) |

1960 Világbajnoki bronzérem:
| dr. Egervári Géza, Masznyik Gábor, Ördögh László (műrepülő-modellek, csapat) |

## Vas megyei évek
Ördögh László a hatvanas évektől a Zsennyei Alkotóház rendszeresen visszatérő alkotója lett. Szoros barátságot kötött a művésztelep igazgatójával, Majtényi Károllyal. Mély barátság alakult ki Kiss Sándor és Lesenyei Márta szobrászművészekkel is, akik Budapestről leköltözve Zsennyén házat vettek és letelepedtek. Ezeknek a baráti szálaknak nyomán alakult ki a vasi táj iránti vonzalom, mely az idősödő művész festészetének meghatározó motívuma lett.  A művész házaspár 1985-ben teljesen feladta budapesti otthonát a Gellérthegyen, és végleg letelepedett az addig nyaralóként használt házban. Itt élt és alkotott a festőművész 2007-ben hirtelen bekövetkezett haláláig. Egy éven keresztül Ördögh László a falu polgármesteri tisztségét is betöltötte.

## Témái
Ördögh László az impresszionista festők magyar követője. Színek érzékeny vibrálásával mesterien varázsolta a tájat a vászonra. A tiszta, mesterkéletlen falusi ember iránti szeretete nyilvánul meg képeiben. A tájat benépesítik a hordómosó, mezőgazdasági munkát végző, vagy éppen borozgató falusi emberek, kedves szomszédok. A cáki és burgenlandi táj szépségét nagy szeretettel örökítette meg minden évszakban. Az 1960-as évek elején súlyos allergiás megbetegedést váltottak ki a repülőmodellezéshez használt vegyszerek. Emiatt egy időre a festészettel is felhagyott. A kényszerű szünet miatt inkább pasztellrajzok születtek. Iparművészeti tevékenységgel bővült a repertoár. Bőrrel éppúgy dolgozott a művész, mint fával vagy fémmel. Ötvösmunkáit, bőr tükreit iparművészeti boltok árulták.
Szerencsére az allergiás panaszok, amilyen megmagyarázhatatlanul támadtak, ugyanúgy később oldódtak, és a művész vissza tudott térni az olajfestészethez, melyhez mindvégig hű maradt. Utolsó éveiben sokat foglalkoztatta a halál gondolata. Drámai önarcképek tükrözik belső vívódását, élettől való távolodását.

## Utód generáció
Ördögh László 85 éves korában nagy életművet hátrahagyva hunyt el, 2007 júniusában. Szellemi hagyatékát gondozza és továbbviszi fia, ifj. Ördögh László ipari formatervező, a CARP metavers művészeti csoport alapítója, valamint unokája, Ördög Noémi (Naomi Devil) festőművész.

## Burghardt Rezső neves tanítványai 1940 és 1950 között
Kiemelkedő képességű diákok kezdték meg tanulmányaikat a művészetnek nem kedvező történelmi helyzetben, a negyvenes évek elején a budapesti Képzőművészeti Főiskolán Burghardt Rezső professzor vezetésével. A háború egy időre félbeszakította a tanulmányokat. Többen külföldre vetődtek. Amint lehetőség adódott, visszatértek és folytatták a főiskolai programot. A negyvenes évek végén kaptak diplomát.
A háború utáni évek nehézségei, a megélhetési gondok közt nyilvánvalóan nem a karrierépítés, az önreklám állt a törekvések középpontjában, hanem a puszta túlélés. Emiatt fokozott figyelmet érdemelnek, hiszen viszonylag kevés a rendelkezésre álló dokumentáció tevékenységükről.
| Balogh András 1937-1948    |
| Fáy Győző 1943-1949        |
| Hargittai Pál 1943-1948    |
| Lazetzky Estella 1943-1948 |
| Nagy Gyula 1941-1948       |
| Ördögh László 1942-1949    |